# Polycyclinopsis solani
Polycyclinopsis solani är en svampart som beskrevs av Bat., A.F. Vital & I.H. Lima 1958. Polycyclinopsis solani ingår i släktet Polycyclinopsis och familjen Microthyriaceae.   Inga underarter finns listade i Catalogue of Life.